# Jean-Pierre Haigneré
Jean-Pierre Haigneré ( * 19. května 1948 Paříž, Francie) je bývalý francouzský kosmonaut. Začínal jako vojenský pilot, roku 1985 se dostal mezi astronauty francouzské kosmické agentury CNES, do vesmíru vzlétl poprvé roku 1993, na třítýdenní návštěvu ruské orbitální stanice Mir, jako člen 11. návštěvní expedice na Mir. Už jako kosmonaut Evropské kosmické agentury roku 1999 vzlétl do vesmíru podruhé, na Miru s kolegy z 27. základní expedice žil šest měsíců. Poté stanul v čele oddílu astronautů ESA, roku 2003 přešel na místo poradce ředitele ESA pro nosné rakety.

## Život
Jean-Pierre Haigneré se narodil 19. května 1948 v Paříži. Diplom inženýra získal roku 1971 na akademii vojenského letectva v Salon-de-Provence. O dva roky později získal kvalifikaci stíhacího pilota na letecké škole v Tours. Poté sloužil ve vojenském letectvu jako pilot, později velitel perutě. Létal na Mirage 5 a Mirage IIIE. Roku 1981 prošel výcvikem na škole zkušebních letců ve Velké Británii (Empire Test Pilots School), poté sloužil ve zkušebním středisku v Bretigny-sur-Orge, kde se účastnil zkoušek letadel Mirage 2000 a Dewoitine 520. Má kvalifikaci na pilotování Airbus A300 a A320. Na různých typech letadel nalétal na 5500 hodin.
Roku 1984 se přihlásil do druhého náboru astronautů francouzské kosmické agentury CNES, uspěl a v září 1985 se stal jedním ze sedmi nových astronautů. Zapojil se do přípravy pilotovaných letů na evropském raketoplánu Hermes.
V prosinci 1990 byl jmenován záložníkem Michela Tognini při jeho letu na vesmírnou stanici Mir v rusko–francouzském programu Antares (10. návštěvní expedice). Od ledna 1991 cvičil ve Středisku přípravy kosmonautů v Hvězdném městečku. Let Togniniho proběhl v červenci–srpnu 1992.
V následujícím rusko–francouzském programu Altair (11. návštěvní expedice na Mir) byl vybrán ke kosmickému letu. Do vesmíru odstartoval 1. července 1993 v kosmické lodi Sojuz TM-17 z kosmodromu Bajkonur s Vasilijem Ciblijevem a Alexandrem Serebrovem, zastával pozici kosmonauta-výzkumníka.Věnoval se především lékařsko-biologickým experimentům, v kosmu prožil 20 dní, 16 hodin a 9 minut, přistál 22. června 1993 v Sojuzu TM-16 společně se starou posádkou Miru (13. základní expedice – Gennadij Manakov, Alexandr Poleščuk).
V letech 1995 a 1996 ve středisku řízení letů Roskosmosu spolupracoval na zajištění misí Euromir 95 (20. základní expedice na Mir) a Cassiopée (13. návštěvní expedice na Mir).
V prosinci 1996 se stal náhradníkem Léopolda Eyhartse v programu Pégase (15. návštěvní expedice na Mir, která proběhla v lednu – únoru 1998. Rok 1997 proto prožil ve Hvězdném městečku. V srpnu 1998 v rámci sjednocování (západo)evropských skupin astronautů přešel ze zrušeného oddílu CNES do sboru astronautů Evropské kosmické agentury (ESA).
Podruhé se do vesmíru dostal jako palubní inženýr 27. základní expedice na Mir (program Persée). Dne 20. února 1999 odstartovali na palubě Sojuzu TM-29 Viktor Afanasjev, Jean-Pierre Haigneré a Slovák Ivan Bella, který po týdnu přistál v Sojuzu TM-28 pod vedením Gennadije Padalky. Haigneré uskutečnil 16. dubna 1999 s Viktorem Afanasjevem svůj první a jediný výstup do vesmíru.
Po návratu z Ruska byl Haigneré jmenován vedoucím oddělení astronautů v Evropském středisku astronautů (Astronaut Division at the European Astronaut Centre) v Kolíně nad Rýnem. V květnu 2003 ho nahradil jiný kosmonaut – Michel Tognini a Haigneré se stal poradcem ředitele ESA pro nosné rakety.
Jean-Pierre Haigneré má z prvního manželství syna a dceru. Roku 2001 se oženil podruhé, s kosmonautkou Claudií Haigneréovou (do sňatku André-Deshaysovou). Z druhého manželství má dceru.